# Звезда на Големия кръст
Звездата на Големия кръст на Железния кръст (на немски: Stern zum Großkreuz des Eisernen Kreuzes) е най-високата военна декорация в Пруското кралство и в Германската империя, в периода 1813/1918 г. Присъждано само на най-забележителните генерали и техните геройски подвизи, от горе посочените държави само двама са получателите на ордена – фелдмаршал Гебхард Леберехт фон Блюхер, носител на ордена Голям кръст на Железния кръст, както и фелдмаршал Паул фон Хинденбург, също носител на ордена Голям кръст на Железния кръст, връчен му през 1918 г.
По времето на Третия райх, тази звезда била предназначена само за най-храбрия генерал от цялата Втора световна война, която щяла да бъде връчена при победата на Германия, но когато империята е разгромена от Съветския съюз, през 1945 г. това отпада. Единствената връчена награда била Голям кръст на Железния кръст и то на Херман Гьоринг, главнокомандващ на Луфтвафе.

## Снимки
| Снимки | Име                                |
| ------ | ---------------------------------- |
|        | Звезда на Големия кръст от 1813 г. |
|        | Звезда на Големия кръст от 1914 г. |
|        | Звезда на Големия кръст от 1939 г. |